# 馬山市

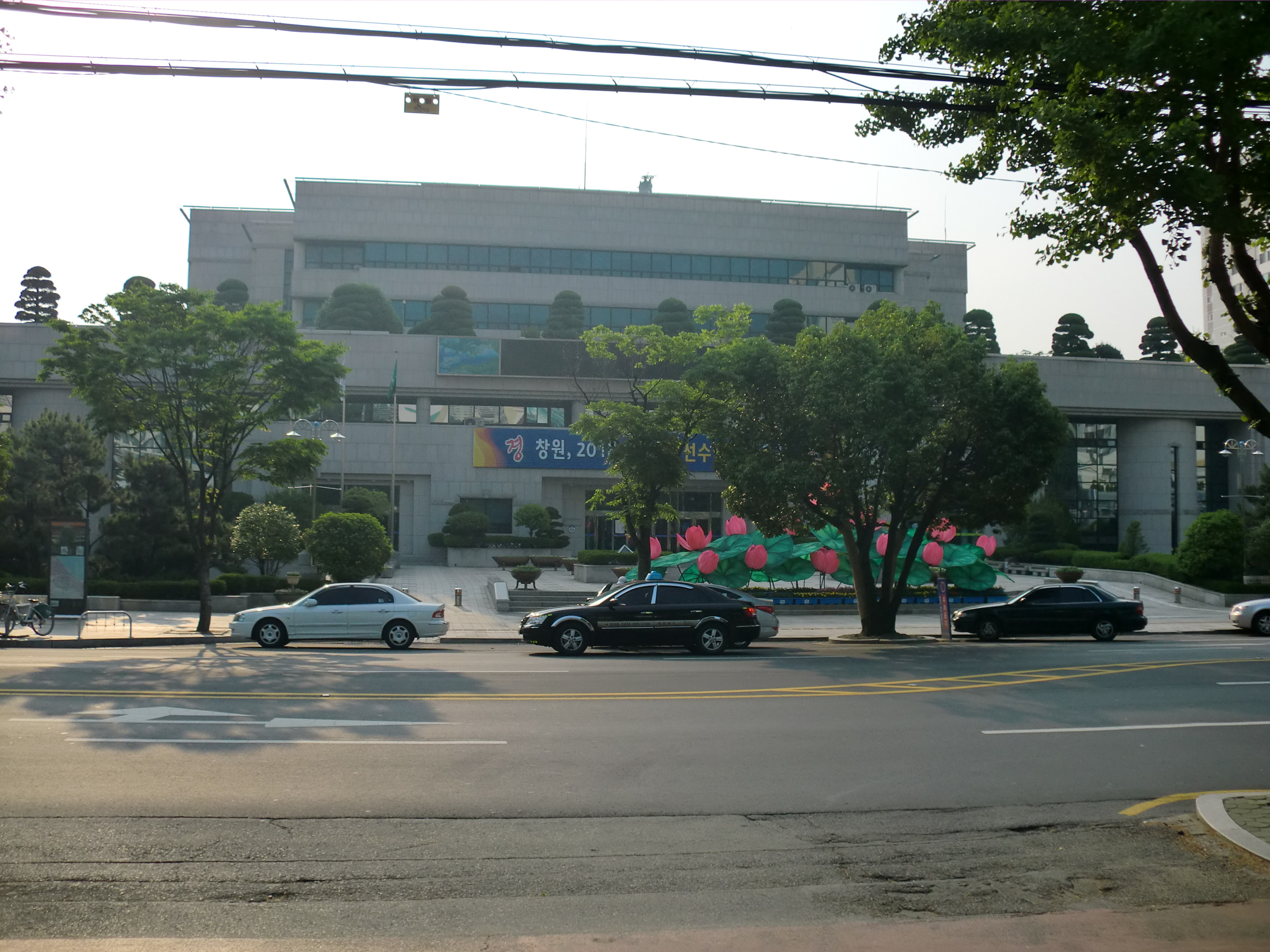
馬山市庁。現在は馬山合浦区庁

馬山市（マサンし/ばさんし）は、大韓民国慶尚南道にかつて存在した市。
鎮海湾最奥部に位置し、古くから港を中心に発展した土地であり、近代には開港場となった。1970年に設定された馬山自由貿易地域は、韓国経済の導火線となった。
2010年7月に昌原市の一部となり、かつて馬山市であった地域は昌原市の馬山合浦区と馬山会原区になった。

## 地理
旧馬山市は、慶尚南道南部海岸地帯、鎮海湾最奥部に位置する。
西南に固城郡、西に晋州市、北に咸安郡と境を接していた。南と東は海（鎮海湾）に面しており、東にある鎮海湾の入り江を特に「馬山湾」とも呼ぶ。2010年7月に編入されるまで、昌原市は馬山湾対岸の市であった。

## 歴史
昌原郡#歴史も参照

### 古代から近世まで
古代には伽耶の領域で、骨浦（コルポ）と呼ばれた。統一新羅時代の757年に骨浦県を改めて合浦県となり、義安郡の属県とされた。日本で「がっぽ」と読まれる合浦は、元寇における日本侵攻の基地として著名である。文永の役では1274年（文永11年・至元11年）10月3日、モンゴル人の都元帥・忽敦（クドゥン）を総司令官として、漢人の左副元帥・劉復亨と高麗人の右副元帥・洪茶丘を副将とする蒙古・漢軍15,000～25,000人の主力軍と都督使・金方慶らが率いる高麗軍5,300～8,000、水夫を含む総計27,000～40,000人を乗せた726～900艘の軍船が合浦（がっぽ：現在の大韓民国馬山）を出航した。その7年後の弘安の役では(1281年・弘安4年・至元18年）5月3日、東征都元帥・忻都（ヒンドゥ）・洪茶丘率いるモンゴル人、漢人などから成る蒙古・漢軍30,000人と征日本都元帥・金方慶率いる高麗軍約10,000人の東路軍900艘が、高麗国王・忠烈王の閲兵を受けた後、朝鮮半島の合浦（がっぽ）を出航した。
1282年には会原県と改称され、金州に属する郡県の一つとなった。李氏朝鮮時代の1408年、会原県と義昌県（義安県から改称）が統合され昌原府となった。以来、朝鮮時代を通じて馬山浦は昌原府の一部であった。

### 近代
近代に入ると、対馬海峡に程近く鎮海湾を抱くこの地は日露の覇権争いの舞台となる。1899年、ロシアが馬山に単独租界を設置しようとした馬山浦事件を経て、馬山は朝鮮半島第五の開港地となる。馬山には日本人租界のほか、日露戦争まではロシア租界もあった。昌原府は1910年10月1日に馬山府に改名された。1914年に開港地付近を管轄する府制に基づく馬山府が設置され、商業の中心として発展した。

### 現代

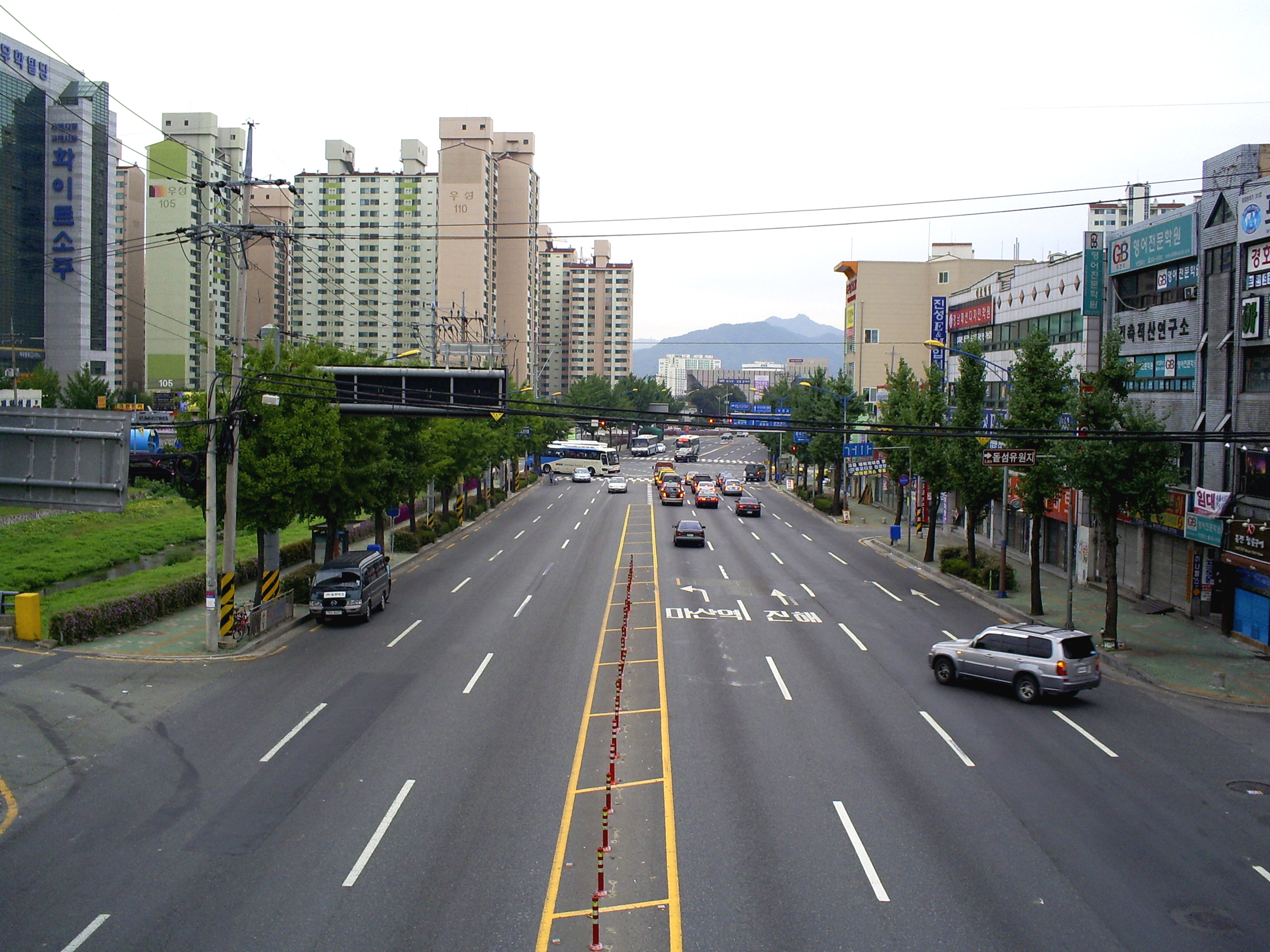
中心部の三湖路

1949年、馬山市と改称した。1950年-1952年の朝鮮戦争時に韓国軍や韓国警察によるとされる民間人虐殺事件が起きた（保導連盟事件）。1960年3月、李承晩独裁政権の不正選挙を糾弾する市民デモが発生、治安当局との衝突で多数の死傷者が出た（3.15義挙）。のちに頭部に催涙弾を打ち込まれた高校生の遺体が発見され（馬山事件）、同年4月19日の学生革命の導火線となった。
1970年に朴正煕政権は輸出振興のため馬山自由貿易地域を設定し、外国企業を誘致して成功を収めた。のちに設けられた中国の経済特区は、韓国や台湾の自由貿易地域を参考にしたとされる。1973年、北東に隣接する昌原郡昌原面・上南面・熊南面を編入。この地域は「産業基地開発促進地域」に指定されて大規模な計画都市（昌原新都市）が建設され、1980年には昌原市として分離した。1990年には市域に合浦区・会原区を設けている（2000年末に廃止）。1995年には市域の西隣に残っていた義昌郡（旧・昌原郡）管下の5面を合併して都農複合形態市となった。
2005年3月18日、馬山市議会は島根県議会の竹島の日制定に反発して「対馬の日」条例を制定した。これは、1419年に朝鮮王朝軍が行った対馬征伐（応永の外寇）により対馬が朝鮮領になったとの理屈に基づき、対馬征伐の船団が馬山浦を出発した6月19日を「対馬の日」としたものである。これに対し韓国政府は適切ではないとして、馬山市に条例の撤回を要請している。
2010年7月1日、馬山市は昌原市に編入され、旧市域には馬山合浦区と馬山会原区が置かれた。2つの区の範囲は、かつて設置された合浦区・会原区の範囲と同じである。

### 年表
- 757年 - 合浦県が置かれる。
- 1390年 - 合浦県が会原県に改称。
- 1408年8月 - 昌原府が設置される。
- 1899年4月 - 馬山浦事件が起こる。
- 1899年5月1日 - 馬山開港。

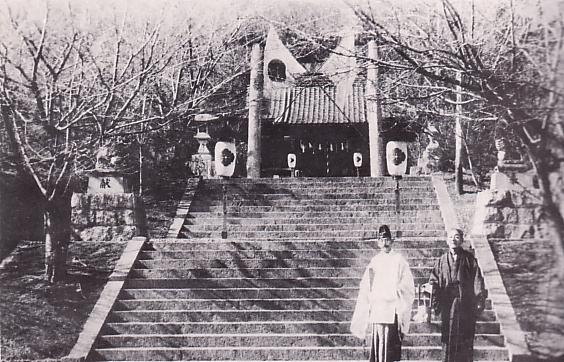
日本統治下に建設された馬山神社

- 1910年10月1日 - 昌原府が馬山府に改称。
- 1914年4月1日 - 旧馬山府を分割し、開港地付近の各国居留地および外西面が新たな馬山府に改編。農村部は昌原郡に改称。
- 1942年10月1日 - 昌原郡昌原面・内西面・亀山面の各一部を編入。
- 1949年8月15日 - 馬山府が馬山市に改称。
- 1950年 - 保導連盟所属の民間人が虐殺される（保導連盟事件）。
- 1960年3月15日 - 李承晩政権に対する民主化デモ発生、死傷者多数（馬山事件）。
- 1970年 - 馬山自由貿易地域を設定。
- 1973年7月1日 - 昌原郡昌原面・上南面・熊南面および内西面・亀山面のそれぞれ一部を編入。
- 1979年10月19日 - 釜馬民主抗争発生。
- 1980年4月1日 - 慶尚南道昌原出張所の管轄区域（八龍洞・上福洞・龍池洞・聖住洞・熊南洞・三帰洞）と義昌洞が昌原市として昇格・分離。
- 1983年2月15日 - 昌原市の一部を編入。
- 1990年7月1日 - 合浦区・会原区設置。(2区)
- 1995年
  - 1月1日 - 馬山市（旧）・昌原郡内西面・亀山面・鎮東面・鎮北面・鎮田面が合併し、都農複合形態市の馬山市が発足（2区5面）。
    - 亀山面・鎮東面・鎮北面・鎮田面が合浦区に編入。
    - 内西面が会原区に編入。

  - 3月1日 - 内西面が内西邑に昇格（2区1邑4面）。
- 2000年12月31日 - 合浦区・会原区を廃止（1邑4面）。
- 2005年3月18日 - 市議会が対馬島の日（毎年6月19日）を定める条例を可決[3]。
- 2010年7月1日 - 馬山市が昌原市・鎮海市と合併し、昌原市が発足。馬山市廃止。旧馬山市域を馬山合浦区・馬山会原区に改編。

## 気候
- 最高気温極値39.0℃（1994年7月20日）
- 最低気温極値-11.3℃（1991年2月23日）

|               | 1月  | 2月  | 3月  | 4月   | 5月   | 6月   | 7月   | 8月   | 9月   | 10月 | 11月 | 12月 | 年     |
| ------------- | ---- | ---- | ---- | ----- | ----- | ----- | ----- | ----- | ----- | ---- | ---- | ---- | ------ |
| 平均気温（C） | 2.8  | 4.5  | 8.6  | 14.0  | 18.3  | 21.6  | 25.3  | 26.6  | 22.8  | 17.4 | 11.0 | 5.3  | 14.8   |
| 最高気温（C） | 7.4  | 9.3  | 13.5 | 19.2  | 23.3  | 25.7  | 28.8  | 30.3  | 27.0  | 22.4 | 15.9 | 10.4 | 19.4   |
| 最低気温（C） | -1.1 | 0.3  | 4.4  | 9.5   | 14.1  | 18.4  | 22.6  | 23.7  | 19.3  | 13.1 | 6.7  | 1.1  | 11.0   |
| 降水量（mm）  | 36.3 | 41.8 | 78.3 | 116.0 | 134.4 | 235.7 | 293.7 | 275.8 | 165.3 | 53.0 | 52.2 | 21.2 | 1503.7 |

## 行政
2010年6月末の時点では、下位行政区画として1邑4面27洞（68法定洞）が置かれていた。
| 現・馬山合浦区域 - 亀山面 － 구산면【龜山面】 （クサン=ミョン） - 鎮東面 － 진동면【鎭東面】 （チンドン=ミョン） - 鎮北面 － 진북면【鎭北面】 （チンブク=ミョン） - 鎮田面 － 진전면【鎭東面】 （チンジョン=ミョン） - 県洞 － 현동【縣洞】 （ヒョン=ドン） - 架浦洞 － 가포동【架浦洞】 （カポ=ドン） - 月影洞 － 월영동【月影洞】 （ウォリョン=ドン） - 文化洞 － 문화동【文化洞】 （ムナ=ドン） - 半月洞 － 반월동【半月洞】 （パヌォル=ドン） - 中央洞 － 중앙동【中央洞】 （チュンアン=ドン） - 玩月洞 － 완월동【玩月洞】 （ワヌォル=ドン） - 玆山洞 － 자산동【玆山洞】 （チャサン=ドン） - 東西洞 － 동서동【東西洞】 （トンソ=ドン） - 城湖洞 － 성호동【城湖洞】 （ソンホ=ドン） - 校坊洞 － 교방동【校坊洞】 （キョバン=ドン） - 鷺山洞 － 노산동【鷺山洞】 （ノサン=ドン） - 午東洞 － 오동동【午東洞】 （オドン=ドン） - 合浦洞 － 합포동【合浦洞】 （ハッポ=ドン） - 山湖洞 － 산호동【山湖洞】 （サノ=ドン） | 現・馬山会原区域 - 内西邑 － 내서읍【內西邑】 （ネソ=ウプ） - 亀岩1洞 － 구암1동【龜岩1洞】 （クアム=イルドン） - 亀岩2洞 － 구암2동【龜岩2洞】 （クアム=イドン） - 鳳岩洞 － 봉암동【鳳岩洞】 （ポンアム=イルドン） - 石田1洞 － 석전1동【石田1洞】 （ソクチョン=イルドン） - 石田2洞 － 석전2동【石田2洞】 （ソクチョン=イドン） - 陽徳1洞 － 양덕1동【陽德1洞】 （ヤンドク=イルドン） - 陽徳2洞 － 양덕2동【陽德2洞】 （ヤンドク=イドン） - 合城1洞 － 합성1동【合城1洞】 （ハプソン=イルドン） - 合城2洞 － 합성2동【合城2洞】 （ハプソン=イドン） - 檜原1洞 － 회원1동【檜原1洞】 （フェウォン=イルドン） - 檜原2洞 － 회원2동【檜原2洞】 （フェウォン=イドン） - 檜城洞 － 회성동【檜城洞】 （フェソン=ドン） |

## 文化
- 市立博物館
- 文信美術館

## 姉妹都市
| 国内 - 全羅南道木浦市 - 1998年12月24日 姉妹結縁 - 慶尚南道昌寧郡 - 1998年12月1日 姉妹結縁 | 国外 - ジャクソンビル（アメリカ合衆国フロリダ州） - 1983年5月30日 姉妹結縁 - ザポパン（メキシコ・ハリスコ州） en:Zapopan, Jalisco - 1987年6月9日 姉妹結縁 - ダナン（ベトナム） - 1997年9月23日 姉妹結縁 - 舒蘭市（中華人民共和国吉林省） - 1997年10月29日 姉妹結縁 - ウスリースク（ロシア） - 1999年10月26日 姉妹結縁 - 姫路市（日本） - 2000年4月18日 姉妹結縁 |

## 教育
- 慶南大学校
- 馬山専門大学（短期大学）
- 馬山女子高校/姉妹校-玉名女子高等学校
- 馬山合浦高等学校/姉妹校-兵庫県立大学附属中学校・高等学校

## 交通

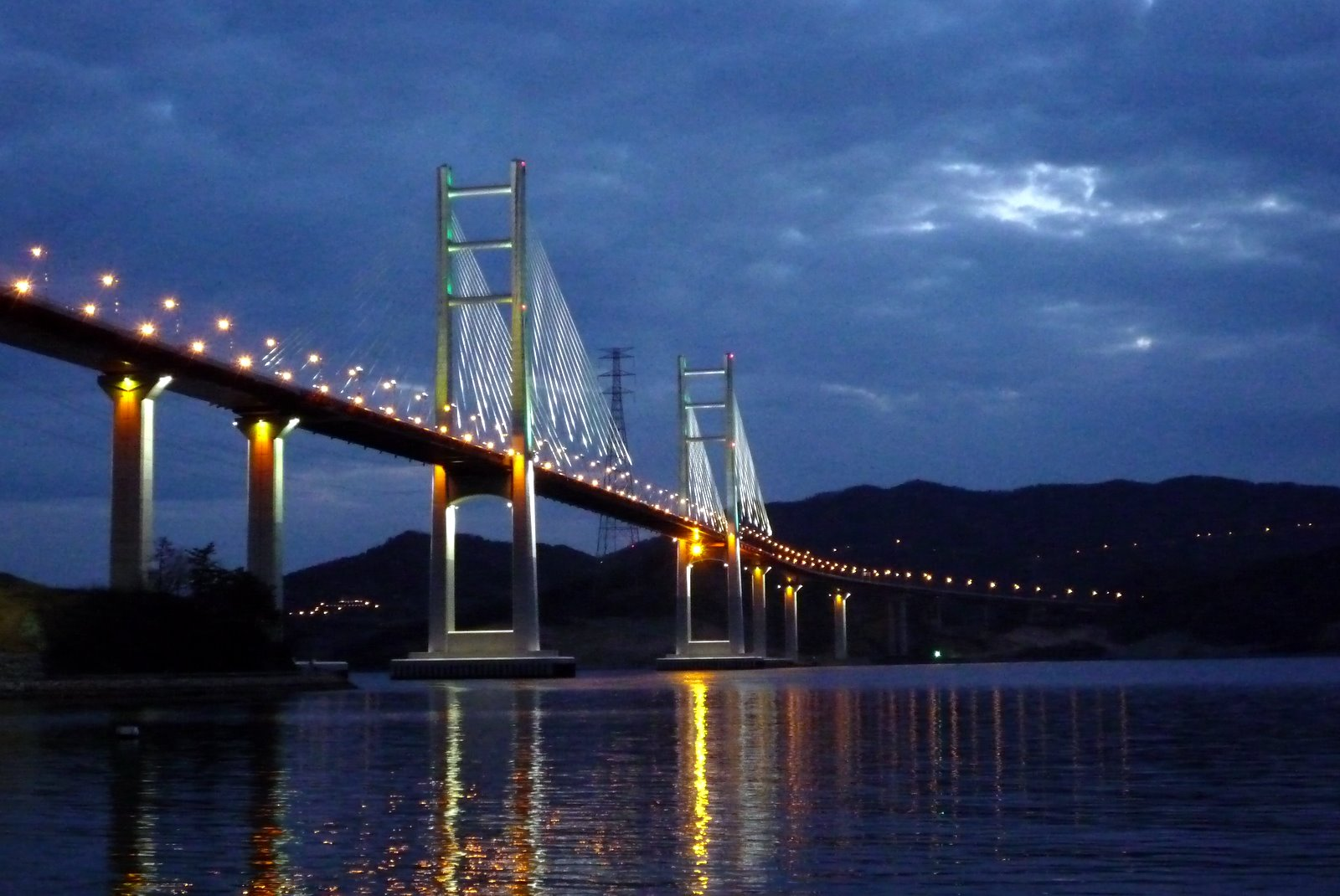
馬昌大橋

金海国際空港からは43キロの距離。

### 鉄道
- 韓国鉄道慶全線
  - 馬山駅 - 中里駅

### 高速道路
- 南海高速道路第一支線（102号線）　
  - 内西ジャンクション・インターチェンジ - 西馬山インターチェンジ - 東馬山インターチェンジ
- 中部内陸高速道路
  - 内西ジャンクション・インターチェンジ